# 喬埃塔 (伊利諾伊州)
喬埃塔（英語：Joetta）是位於美國伊利諾伊州漢考克縣的一個非建制地區。該地的面積和人口皆未知。

## 地理
喬埃塔的座標為40°26′01″N 90°55′03″W / 40.43361°N 90.91750°W，而該地的平均海拔高度為204米（即669英尺）。